# Marcelo Felgueiras Napoli
Pour les articles homonymes, voir Napoli.
Marcelo Felgueiras Napoli est un herpétologiste brésilien. Diplômé de l'Université fédérale de Rio de Janeiro, il travaille à l'Université fédérale de Bahia.

## Quelques taxons décrits
- Aparasphenodon arapapa
- Bokermannohyla ahenea
- Bokermannohyla caramaschii
- Bokermannohyla capra
- Bokermannohyla diamantina
- Bokermannohyla feioi
- Bokermannohyla lucianae
- Bokermannohyla ravida
- Chiasmocleis sapiranga
- Dendropsophus araguaya
- Dendropsophus cachimbo
- Dendropsophus cerradensis
- Dendropsophus elianeae
- Dendropsophus jimi
- Dendropsophus rhea
- Phasmahyla timbo

## Référence biographique et bibliographie
- (port) CV pro
- (port) Texte de sa thèse

Napoli est l’abréviation habituelle de Marcelo Felgueiras Napoli en zoologie.

Consulter la liste des abréviations d'auteur en zoologie ou la liste des taxons zoologiques assignés à cet auteur par ZooBank